# WikiWikiWeb

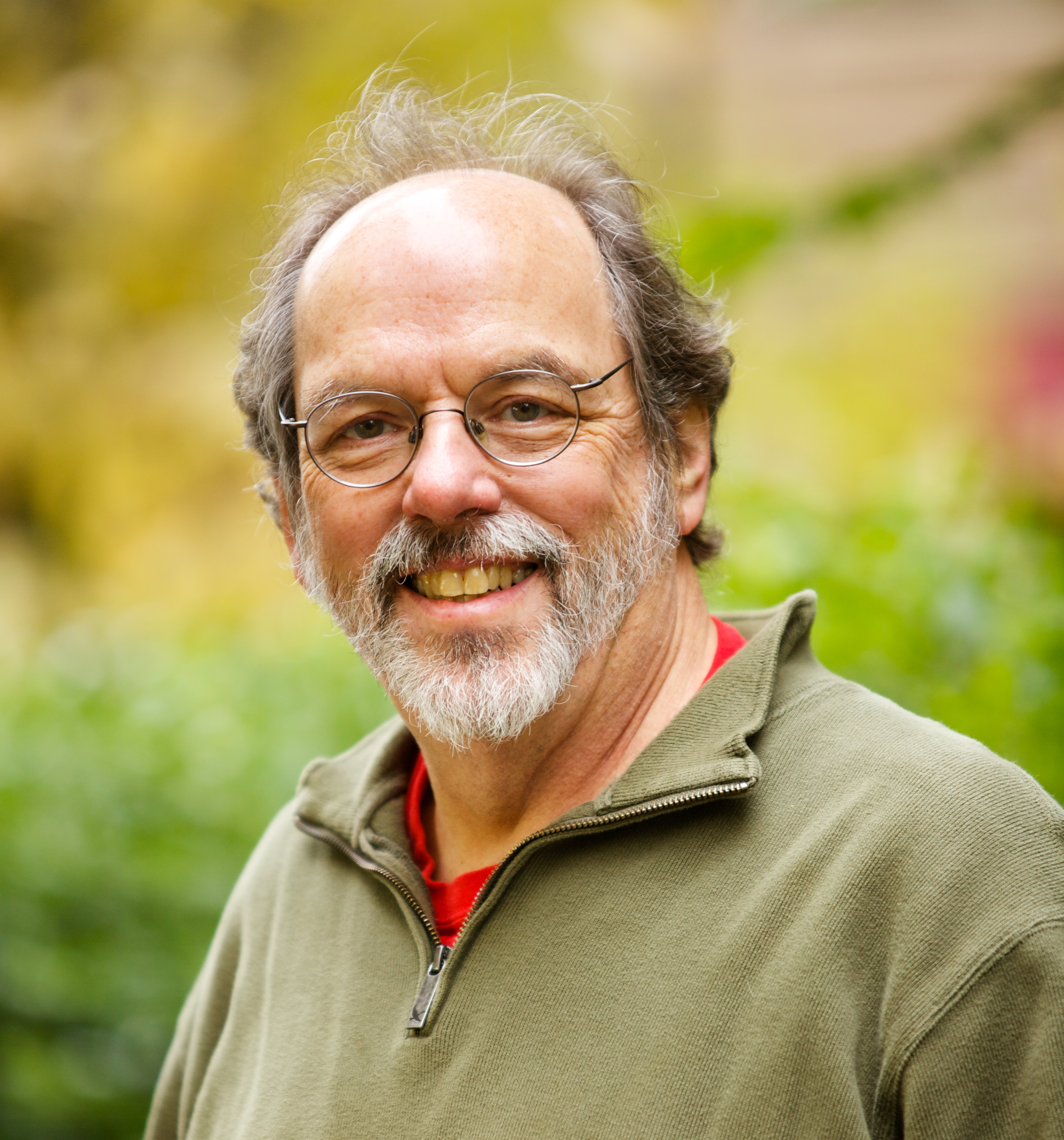
Ворд Каннінгем

WikiWikiWeb — найперший у світі вікі, що був розроблений в 1994 році Вордом Каннінгемом для того, щоб полегшити процес обміну ідеями між програмістами. Принципи роботи рушія ґрунтувалися на ідеях програми HyperCard, у розробці якої Каннінгем брав участь наприкінці 1980-х.. Програмне забезпечення написане на Perl.
Сучасне посилання на сайт — http://wiki.c2.com/ [Архівовано 17 травня 2019 у Wayback Machine.].